# Gösta Larsson (författare)
Gösta Herbert Emanuel Larsson, född 3 februari 1898 i Malmö S:t Pauli församling, död 14 februari 1955 i USA, var en svensk-amerikansk författare. 
Larsson var son till snörmakaren Johan Peter Larsson och Johanna Svensdotter Spjut. Efter genomgången folkskola arbetade han i olika yrken samt studerade vid Tekniska elementarskolan i Malmö och Tekniska skolan i Norrköping. Han reste 1921 som brobyggare till Sydafrika och flyttade 1922 till USA, där han arbetade bland annat som hamnarbetare i New York. Han skrev först en roman på svenska, vilken blev refuserad, och övergick därefter till engelska. Han debuterade 1934 med romanen Our daily bread (svensk översättning av Greta Tiselius Livets nödtorft, 1934; nyöversättning  av Eva De Loisted Vårt dagliga bröd, 2019), en skildring av en svensk arbetarfamiljs öden under storstrejken 1909. Larsson utgav därefter Fatherland, farewell! (1938; svensk översättning av Alf Ahlberg Mitt land, farväl! 1938), en fortsättning av debutromanen, The ordeal of the Falcon (1941, svensk översättning av Per Kellberg Falkens eldprov, 1946), som handlar om livet ombord på en lastångare, Revolt in Arcadia (1942) och Ships in the river (1946, svensk översättning av Jan Ristarp Kajerna vid Hudson River, 2011), där han ger bilder ur hamnarbetarnas liv. Larsson, som vann en respekterad ställning i dåtida amerikansk litteratur, blev amerikansk medborgare 1945. Han berövade sig livet genom gasförgiftning.